# Atac d'Alexandria (1941)
L'atac a Alexandria va ser dut a terme el 19 de desembre de 1941 pels bussejadors de la Regia Marina de la Decima Flottiglia MAS, que van atacar i inhabilitar dos cuirassats de la Royal Navy al port d'Alexandria, Egipte, utilitzant torpedes tripulats.

## Fons
El 3 de desembre, el submarí Scirè de la Regia Marina italiana sota el comandament del tinent Junio Valerio Borghese va sortir de la base naval de La Spezia portant tres torpedes tripulats, sobrenomenats maiali (porcs) pels italians. At A l'illa de Leros, al mar Egeu, el submarí va recollir en secret sis tripulants per a ells: Luigi Durand de la Penne i Emilio Bianchi (maiale nº 221), Vincenzo Martellotta i Mario Marino (maiale nº 222), i Antonio Marceglia i Spartaco Schergat (maiale nº 223).

## El raid
El 19 de desembre, el Scirè —a una profunditat de 15 m (49 peus)— va alliberar els torpedes tripulats a 1,1 nmi (2,1 km) del port comercial d'Alexandria, i van entrar a la base naval quan els britànics van obrir les seves defenses per deixar passar tres dels seus destructors. Hi va haver moltes dificultats per a de la Penne i el seu company de tripulació Emilio Bianchi. Primer, el motor del torpede es va aturar i els dos homes granota van haver d'empènyer-lo manualment; aleshores Bianchi va haver de sortir a la superfície per problemes amb el proveïdor d'oxigen, de manera que de la Penne va haver d'empènyer el maiale sol fins on hi havia l'HMS Valiant. Allà va col·locar amb èxit la mina lapa, just sota el casc del cuirassat. Tanmateix, com que tots dos van haver de sortir a la superfície, i com que Bianchi va resultar ferit, van ser descoberts i capturats.
Interrogats, tots dos van guardar silenci, i van ser confinats en un compartiment a bord del Valiant, per sota de la línia de flotació, i casualment just a sobre del lloc on s'havia col·locat la mina. Quinze minuts abans de l'explosió, de la Penne va demanar reunir-se amb el capità del Valiant, Charles Morgan, i després li va informar de l'explosió imminent, però es va negar a donar més informació, de manera que el van tornar al compartiment. Quan la mina va explotar just a sota d'ells, cap dels dos va resultar greument ferit per l'explosió, de la Penne només va rebre una ferida lleu al cap d'una cadena de vaixell.
Mentrestant, Marceglia i Schergat havien connectat el seu dispositiu a cinc peus sota la quilla del cuirassat HMS Queen Elizabeth tal com estava previst., «da manuale» Van sortir amb èxit de la zona del port a les 04:30 del matí i es van lliscar per Alexandria fent-se passar per mariners francesos. Van ser capturats dos dies després a Rosetta per la policia egípcia mentre esperaven el rescat del Scirè i lliurats als britànics.
Martellotta i Marino van buscar en va un portaavions suposadament amarrat a Alexandria, però després d'un temps van decidir atacar un gran vaixell cisterna, el Sagona noruec de 7.554 tones de registre brut. Marino va arreglar la mina sota la popa del petrolier a les 02:55. Els dos bussejadors van aconseguir arribar a terra sense ser molestats, però finalment van ser detinguts en un control de la policia egípcia.
Al final, tots els bussejadors van ser fets presoners, tot i que van aconseguir danyar greument tant el Queen Elizabeth com el Valiant, inhabilitant-los durant nou mesos i sis mesos respectivament. Vuit membres de la tripulació del Queen Elizabeth van morir. El Sagona va perdre la seva secció de popa i el destructor HMS Jervis, un dels quatre que hi havia al costat del seu reabastiment, va resultar molt danyat. Cap dels dos vaixells capitals es va enfonsar, però van estar fora de servei durant diversos mesos.

## Conseqüències
Tot i que l'acció va ser un èxit, els vaixells es van enfonsar fins al fons, i no va ser possible de seguida assegurar-se que no poguessin tornar al mar. Malgrat tot, la pèrdua de vides humanes va ser molt limitada: només 8 mariners van perdre la vida. El raid va aconseguir reanimar la moral d'Itàlia, que havia estat durament provada després de la derrota al cap Matapan.
L'acció italiana va costar als britànics, en termes de navilis pesats posats en desús, com una batalla naval perduda i es va mantenir oculta durant molt de temps també a causa de la captura de les tripulacions italianes que havien dut a terme la missió. Això va representar un canvi dramàtic de fortunes contra els aliats des del punt de vista estratègic durant els sis mesos següents. La flota italiana havia arrencat temporalment la supremacia naval a la Mediterrània central-est a la Royal Navy, que no tenia cap cuirassat en funcionament (el mateix HMS Barham havia estat enfonsat per un submarí alemany el 25 de novembre de 1941). La flota mediterrània a finals de 1941 només tenia quatre creuers lleugers i alguns destructors.
El Valiant tenia danys al casc en una àrea de 20 x 10 m a esquerra de la torre A, inundant la santabàrbara A i diversos compartiments contigus. Fins i tot els engranatges de la pròpia torre es van fer malbé i es va evitar el moviment mecànic, així com danys al sistema elèctric. Tanmateix, les calderes i les turbines es van mantenir intactes. Va ser remolcat al moll flotant de l'Almirallat núm. 5 el 21 de desembre per a reparacions temporals i va estar en reparació a Alexandria fins a l'abril de 1942 quan va navegar cap a Durban. A l'agost, estava operant amb la Força B davant d'Àfrica en exercicis per a la defensa de l'Àfrica Oriental i la batalla de Madagascar.
El Queen Elizabeth, en canvi, va rebre l'explosió sota la sala de calderes B amb una fuita de 65 x 30 m que va passar d'estribord a babord, danyant el sistema elèctric i inundant també els carregadors de munició de 4,5", però deixant intactes les torres principal i secundària. Es va trobar en dic sec a Alexandria per a reparacions temporals fins a finals de juny, quan va navegar per a la reparació cap a Norfolk, Virgínia, on va romandre durant 17 mesos que va acabar el juny següent. La renovació es va completar a Gran Bretanya.
El Jervis es va reparar i va tornar a estar operatiu a finals de gener. El Sagona va ser remolcat de tornada a Anglaterra i les reparacions no es van completar fins a 1946.
Per enganyar els exploradors italians, l'almirall Cunningham va decidir quedar-se amb tota la tripulació a bord del vaixell insígnia que, afortunadament per a ell, s'havia assentat sobre el fons marí poc profund que quedava en retall horitzontal. Per mantenir creïble l'engany contra el reconeixement aeri, les cerimònies diàries, com ara la hissada de la bandera. es feien regularment als vaixells. Com que l'enfonsament es va produir en aigües poc profundes, els dos cuirassats es van recuperar els mesos següents. En aquest sentit, Churchill va escriure: "
Totes les nostres esperances de poder enviar forces navals a l'Extrem Orient depenien de la possibilitat d'enfrontar amb èxit les forces navals oposades a la Mediterrània des del primer moment."
Tanmateix, els contrastos entre els estats majors de l'Eix no van permetre aprofitar aquesta gran oportunitat per conquerir el domini aeronaval a la Mediterrània i ocupar Malta.

### Després de l'armistici
Després de l'armistici del 8 de setembre de 1943, tots els 6 operadors amb l'excepció d'Emilio Bianchivan ser alliberats dels camps de presoners aliats i repatriats a Itàlia, on es van unir al Regne del Sud. Com a part de la Mariassalla, el març de 1945 Luigi Durand de la Penne va ser condecorat a Tàrent amb la medalla d'or al valor militar posada, com a senyal d'honor particular, pel comodor Sir Charles Morgan, antic comandant de l'HMS Valiant.